# Rosey (Haute-Saône)
Rosey is een gemeente in het Franse departement Haute-Saône (regio Bourgogne-Franche-Comté) en telt 263 inwoners (2011). De plaats maakt deel uit van het arrondissement Vesoul.

## Kunst en cultuur
- Musée Morice Lipsi is gewijd aan de beeldhouwer Morice Lipsi.

## Geografie
De oppervlakte van Rosey bedraagt 14,4 km², de bevolkingsdichtheid is 18,3 inwoners per km².
De onderstaande kaart toont de ligging van Rosey (Haute-Saône) met de belangrijkste infrastructuur en aangrenzende gemeenten.

## Demografie
Onderstaande figuur toont het verloop van het inwonertal (bron: INSEE-tellingen).